# Internukleär oftalmoplegi
Internukleär oftalmoplegi, INO, är en typ av störning i ögonens rörelser, som ger bristande koordination mellan rörelser i höger och vänster öga och yttrar sig som dubbelseende. Tillståndet orsakas av en skada i hjärnstammen och är ett symptom som ofta ses vid Multipel skleros.